# Obazoa
Los obazoos (Obazoa) son un grupo de organismos eucariotas que incluye a Opisthokonta (el linaje de los animales, hongos y protozoos más emparentados con estos) y varios grupos de protozoos mayormente uniflagelados que están agrupados en el taxón Apusozoa. Obazoa conforma un clado que está respaldado ampliamente por los estudios filogenéticos. Junto con Amoebozoa forman el clado Amorphea.

## Filogenia
Los análisis filogenéticos en general determinan que Apusozoa es parafiletico con Breviatea divergiendo antes y Apusomonadida como el grupo hermano de Opisthokonta:
|  | Breviatea                                                      |
|  |                                                                |
|  | \| \| Apusomonadida \| \| \| \| \| \| Opisthokonta \| \| \| \| |
|  |                                                                |
|  | Apusomonadida                                                  |
|  |                                                                |
|  | Opisthokonta                                                   |
|  |                                                                |

|  | Apusomonadida |
|  |               |
|  | Opisthokonta  |
|  |               |

|  | Breviatea                                                      |
|  |                                                                |
|  | \| \| Apusomonadida \| \| \| \| \| \| Opisthokonta \| \| \| \| |
|  |                                                                |
|  | Apusomonadida                                                  |
|  |                                                                |
|  | Opisthokonta                                                   |
|  |                                                                |

|  | Apusomonadida |
|  |               |
|  | Opisthokonta  |
|  |               |